# Аглютинін
Аглютинін(лат. agglutinatio — склеювання) — речовина, що призводить до того, що частинки (такі як бактерії або клітини) склеюються, утворюючи грудку або масу.
Також, аглютиніном називають корпускулярний антиген (термолабільний глобулін) плазми крові, що може вступати в реакцію із специфічними (комплементарними) білками (наприклад, під час реакції гемаглютинації (РГА) при визначенні групи крові з білками на поверхні еритроцитів). Він знаходиться також в лімфі, ексудаті та транссудаті.
Групові аглютиніни крові (гемаглютиніни) являють собою молекули гамма-глобулінів, які відрізняються від інших глобулінів здатністю специфічно з'єднуватися і з однойменними антигенами крові (найчастіше еритроцитів).
Аглютиніни накопичуються в крові за інфекційних захворювань і щеплень та спричинюють склеювання відповідних чужорідних об'єктів з утворенням видимих неозброєним оком скупчень, конгломератів; на думку деяких науковців, в організмі у відповідь на антигенне подразнення виробляються не різні антитіла (аглютиніни, лізини, опсоніни, преципітини), а один тип антитіл, що проявляє залежно від умов певні властивості — склеювати, лізувати тощо. При низькій температурі у крові утворюються холодові аглютиніни.